# Раушедо-Доманинс (Порденоне)
Раушедо-Доманинс је насеље у Италији у округу Порденоне, региону Фурланија-Јулијска крајина.
Према процени из 2011. у насељу је живело 2240 становника. Насеље се налази на надморској висини од 83 м.